# Міністерські конференції Світової організації торгівлі

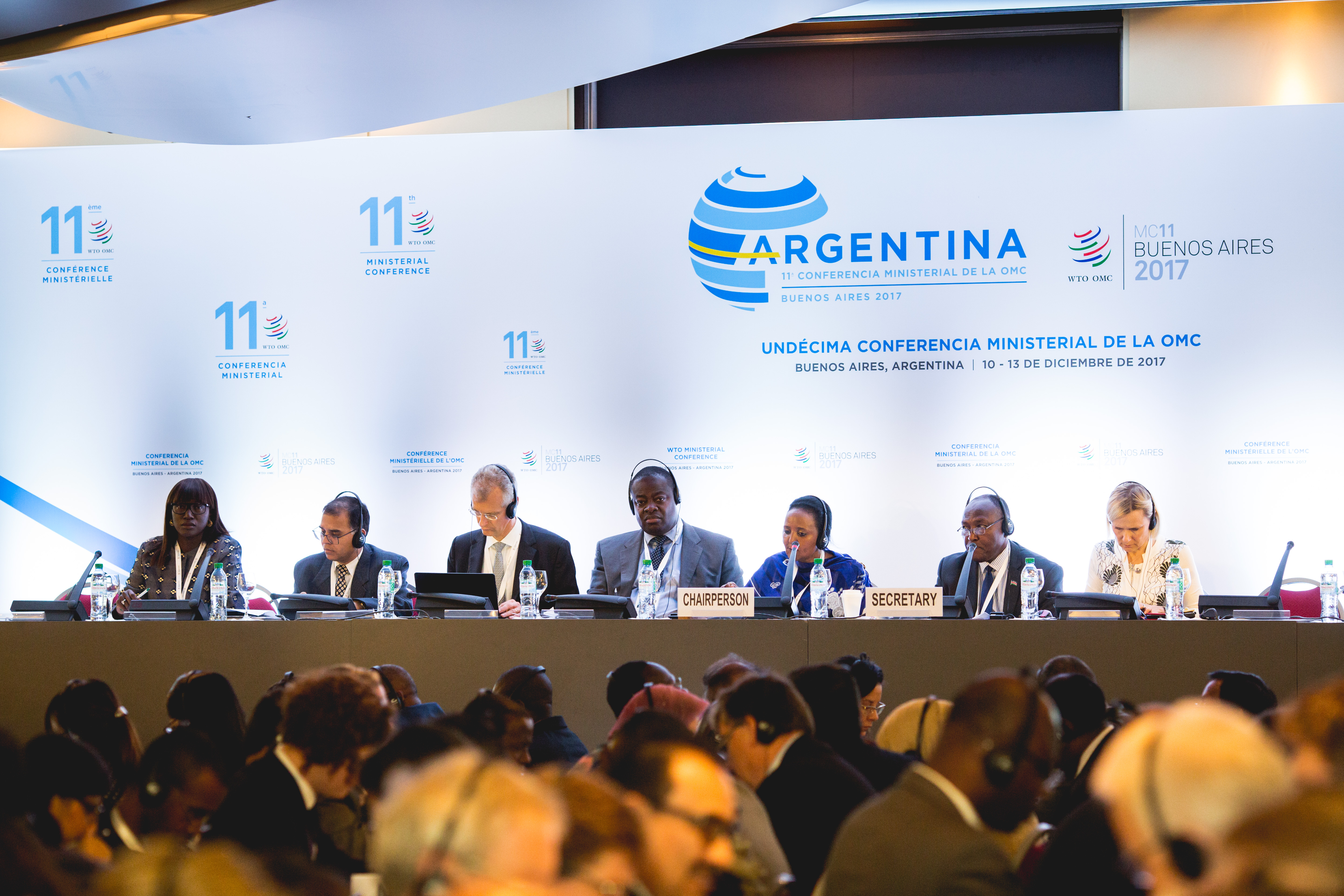
Міністерська конференції Світової організації торгівлі 13 грудня 2017

Конференція міністрів Світової організації торгівлі (скорочено СОТ) є вищим керівним органом СОТ, який збирається щонайменше кожні два роки. Усі члени СОТ представлені, і кожна нація має один голос. Конференція міністрів може ухвалювати будь-які рішення, якщо вони не порушують наявні багатосторонні торговельні угоди СОТ.

## Правова основа
Основою для створення та повноважень конференції є стаття IV:1 Марракешської угоди: «Конференція міністрів, що складається з представників усіх членів, збирається принаймні один раз на два роки. Конференція міністрів бере на себе завдання СОТ і вживає для цього необхідні заходи. Конференція міністрів має повноваження ухвалювати рішення з будь-якого питання, охопленого будь-якою з багатосторонніх торговельних угод, на прохання члена відповідно до конкретних вимог щодо прийняття рішень цієї Угоди та відповідної багатосторонньої торговельної угоди.»

## Компетенція
Конференції міністрів країн СОТ було надано дуже спеціальні повноваження, включаючи право приймати тлумачення певних угод, надавати винятки із зобов'язань, ухвалювати рішення про доповнення до угод, приймати приєднання країни і призначити Генерального директора.

## Список Міністерських конференційСвітової організації торгівлі
- Перша (1996) — Сінгапур
- Друга (1998) — Женева
- Третя (1999) — Сієтл
- Четверта (2001) — Доха
- П'ята (2003) — Канкун
- Шоста (2005) — Гонконг
- Сьома (2009) — Женева
- Восьма (2011) — Женева
- Дев'ята (2013) — Балі
- Десята (2015) — Найробі
- Одинадцята (2017) — Буенос-Айрес
- Дванадцята (2022) — Женева

Станом на 2023 рік  відбулося дванадцять конференцій. Дванадцята конференція була запланована на 2020 рік у Нур-Султані, столиці Казахстану, спочатку була перенесена на рік до листопада 2021 року через пандемію коронавірусу, але була відкладена незадовго до її початку. Потім він відбувся в Женеві в червні 2022 року